# Фокус (геометрия)

Точка F является фокусом для эллипса, параболы и гиперболы

Фокус — в геометрии точка, относительно которой (которых) проводится построение некоторых кривых. Например, один или два фокуса могут использоваться при построении конических сечений, в число которых входит окружность, эллипс, парабола и гипербола. Также два фокуса используются при построении овала Кассини и овала Декарта. Большее число фокусов рассматривается при определении n-эллипса.

## Конические сечения

### Определение конических сечений с помощью двух фокусов

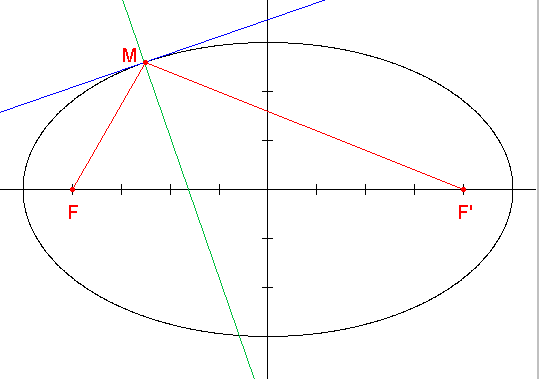
Построение эллипса, MF + MF' = const.

Эллипс можно определить как геометрическое место точек, для которых сумма расстояний до двух фокусов равна постоянной величине.
Окружность является частным случаем эллипса, у которого два фокуса совпадают. Следовательно, окружность можно определить как геометрическое место точек, каждая из которых находится на одинаковом расстоянии от единственного фокуса. Также окружность можно задать как окружность Аполлония с помощью двух фокусов как множество точек, обладающих одинаковым отношением расстояний до двух фокусов.
Парабола является предельным случаем эллипса, у которого один из фокусов является бесконечно удалённой точкой. 

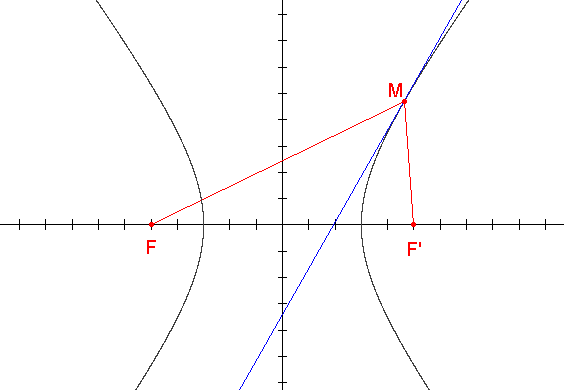
Построение гиперболы, abs(MF - MF') = const.

Гипербола может быть определена как множество точек,  для которых модуль разности расстояний до двух фокусов является постоянной величиной.

### Определение конических сечений с помощью фокуса и директрисы
Все конические сечения также можно задать с помощью одного фокуса и одной директрисы, являющейся прямой линией, не содержащей фокус. Коническое сечение определяется как геометрическое место точек, для которых отношение расстояния до фокуса к расстоянию до директрисы является фиксированной положительной величиной, называемой эксцентриситетом e. Если e находится в интервале от 0 до 1, коническое сечение является эллипсом, если e=1 — параболой, если e>1 — гиперболой. Если расстояние до фокуса фиксировано, а директриса является бесконечно удалённой прямой, так что эксцентриситет равен нулю и коническое сечение является окружностью.

### Определение конических сечений с помощью фокуса и направляющей окружности
Также возможно определять конические сечения как геометрические места точек, находящихся на равном расстоянии от единственного фокуса до направляющей окружности. Для эллипса фокус и центр окружности имеют конечные координаты, при этом радиус направляющей окружности больше расстояния от центра окружности до фокуса. Следовательно, фокус находится внутри направляющей окружности. Таким образом, у полученного эллипса второй фокус расположен в центре направляющей окружности и весь эллипс лежит внутри окружности.
У параболы центр направляющей окружности смещается в бесконечно удалённую точку. Тогда окружность становится кривой нулевой кривизны, неотличимой от прямой. Две ветви параболы по мере удаления на бесконечность становятся всё ближе к параллельным линиям.
При построении гиперболы радиус направляющей окружности выбирается меньшим, чем расстояние между центром окружности и фокусом. Следовательно, фокус находится вне направляющей окружности. Ветви гиперболы приближаются к асимптотам, при этом левая ветвь гиперболы 'встречает' правую ветвь в бесконечно удалённых точках. Таким образом, в рамках  проективной геометрии две ветви гиперболы представляют собой половинки кривой, замкнутой в бесконечности.
В проективной геометрии все конические сечения эквивалентны в том смысле, что каждая теорема, применимая для одного из видов сечений, применима и для других видов.

### Применение в астрономии
В рамках гравитационной задачи двух тел орбиты двух тел при движении вокруг друг друга описываются двумя пересекающимися и имеющими общий фокус в центре масс коническими сечениями. 
Например, спутник Плутона Харон обладает эллиптической орбитой с одним из фокусов в барицентре системы Плутон-Харон, расположенном в пространстве между Плутоном и Хароном. Плутон также движется по эллипсу, один из фокусов которого расположен в данном барицентре. Эллиптическая орбита Плутона полностью находится внутри орбиты Харона.
Для сравнения, Луна движется по эллипсу, один из фокусов которого находится в барицентре системы Земля-Луна, расположенном под поверхностью Земли, а центр Земли при этом также движется по орбите вокруг барицентра. Расстояние между барицентром и центром Земли составляет примерно 3/4 радиуса Земли.
Сама по себе система Плутон-Харон движется по эллипсу вокруг её барицентра с Солнцем, как и система Земля-Луна. В обоих случаях барицентр расположен глубоко под поверхностью Солнца.
Двойные звёзды также обращаются по эллипсам, в одном из фокусов которых находится центр масс системы.

## Овалы Декарта и Кассини
Овал Декарта является множеством точек, для каждой из которых взвешенная сумма расстояний до двух данных фокусов является константой. Если веса равны, кривая представляет собой эллипс.
Овал Кассини представляет собой множеством точек, для каждой из которых произведение расстояний до двух данных фокусов является константой.

## Обобщения
n-эллипс является множеством точек, расстояние от которых до n фокусов одинаково. В случае n=2 n-эллипс является обычным эллипсом. 
Понятие фокуса можно обобщить на произвольные алгебраические кривые. Пусть C — кривая класса m, а I и J обозначают круговые точки на бесконечности. Начертим m касательных  к C через каждую из точек I и J. Теперь существует два множества из m прямых, которые имеют m2 точек пересечения (в некоторых случаях бывают исключения). Такие точки пересечения можно рассматривать в качестве фокусов кривой C. Другими словами, точка P является фокусом, если  PI и PJ являются касательными к C. Если C — вещественная кривая, то вещественных фокусов m, мнимых фокусов  m2−m. Если C — коническое сечение, то получаемые при построении касательных фокусы являются теми же фокусами, что используются при геометрическом построении конических сечений.